# Czaszołka
Czaszołka, czareczka (Patella) – jeden z rodzajów w rodzinie Patellidae, grupujący niewielkie i średniej wielkości ślimaki morskie o charakterystycznych czareczkowatych muszlach, występujące głównie w strefie pływów.

## Etymologia nazwy

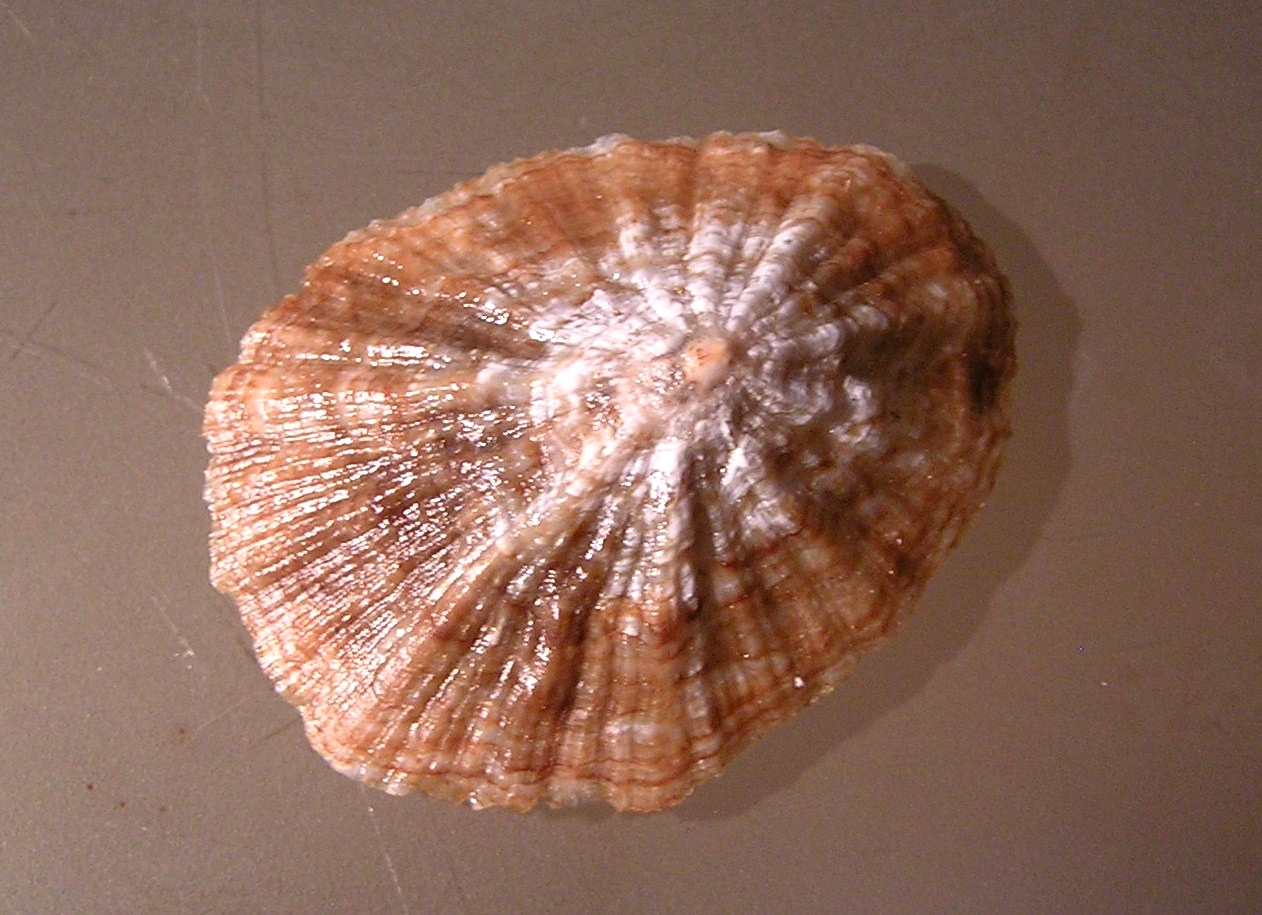
Muszla Patella gomesii.

Nazwa rodzaju wynika z podobieństwa muszli do czarki (patella łac. – czara ofiarna, misa)).

## Cechy morfologiczne

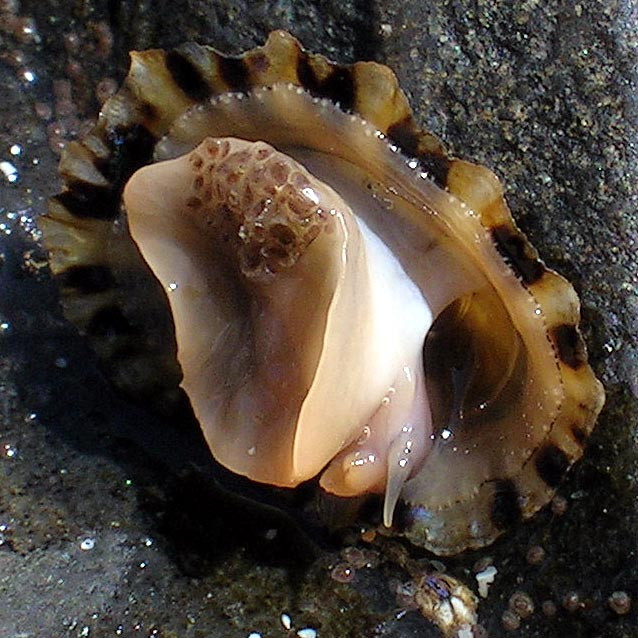
Czaszołka pospolita – widok od dołu na nogę i głowę (Galicja, Hiszpania).

Wielkość muszli waha się od małej do średniej (2-11 cm). Muszla ma kształt stożkowaty, czareczkowaty, zwykle o owalnym obrysie. Wierzchołek muszli położony centralnie, muszla w części wierzchołkowej wewnętrznej pogrubiona przez kallus, o perłowej, iryzującej lekko barwie. Zewnętrzna powierzchnia muszli gładka lub promieniście żeberkowana, z delikatnymi liniami wzrostowymi.

## Występowanie
Przedstawiciele rodziny występują pospolicie w Atlantyku, Morzu Śródziemnym, szczególnie licznie wokół wybrzeży południowej Afryki.

## Biologia i ekologia

### Zajmowane siedliska
Żyją głównie w strefie pływów, a także w strefie oprysku. Najliczniej spotykane na podłożach skalistych. Podczas odpływu nie cofają się z wodą, lecz silnie przywierają do skał, gromadząc pomiędzy muszlą i płaszczem a podłożem zapas wody, który umożliwia im doczekanie przypływu).

## Podział taksonomiczny
Rodzaj Patella obejmuje następujące gatunki
- podrodzaj Patella Linnaeus, 1758
  - Patella aspera Röding, 1798[9]
  - Patella baudonii Drouet, 1858[10]
  - Patella caerulea Linnaeus, 1758[11]
  - Patella depressa Pennant, 1777[12]
  - Patella ferruginea Gmelin, 1791[13]
  - Patella gomesii Drouet, 1858[14]
  - Patella lowei d'Orbigny, 1839[15]
  - Patella moreleti Drouet, 1858[16]
  - Patella pellucida Linnaeus, 1758[17]
  - Patella piperata Gould, 1846[18]
  - Patella rustica Linnaeus, 1758[19]
  - Patella vulgata Linnaeus, 1758[20]

- podrodzaj Patellona Thiele in Troschel & Thiele, 1891[21]
  - Patella canescens Gmelin, 1791[22]
  - Patella lugubris Gmelin, 1791[23]
  - Patella plumbea Lamarck, 1819[24]
  - Patella adansonii Dunker, 1853[25]

- incertae sedis
  - Patella candei d'Orbigny, 1839[26]
  - Patella citrullus Gould, 1846[27]
  - Patella depsta Reeve, 1855[28]
  - Patella electrina Reeve, 1854[29]
  - Patella natalensis Krauss[30]
  - Patella rangiana Rochebrune, 1882[31]
  - Patella skelettensis Massier, 2009[32]
  - Patella swakopmundensis Massier, 2009[33]
  - Patella ulyssiponensis Gmelin, 1791 - synonyms: Patella aspera Lamarck, 1819; Patella athletica Bean, 1844[34]
  - Patella variabilis Krauss, 1848[35]